# Enjoy Yourself Tour
Enjoy Yourself Tour fue el primer concierto en vivo a gran escala de Kylie Minogue que incluía bailarines, coristas y una banda en vivo.
Después de un año y del exitoso disco "In Dreams Tour", Kylie otra vez va de gira con "Enjoy Yourself Tour". Esta vez el concierto tiene una duración aproximada de 2 horas e incluye sus éxitos anteriores y los nuevos, incluye además una versión de canciones de The Beatles y los Jackson 5 (Blame It On The Boogie y ABC). La mamá de Kylie aparece nuevamente como la encargada del vestuario eligiendo los shorts y los tops a la cantante. Kylie cambia de vestuario tres veces durante el concierto.
Es durante los conciertos en Australia y Europa donde Kylie canta por primera vez su mega-hit, "Better the Devil You Know".

## Lista de canciones
1. Locomotion (French Kiss Mix)
2. Got to Be Certain
3. Hand on Your Heart
4. Love at First Sight
5. Made in Heaven (Heaven Scent 12' Mix)
6. My Girl (Acapella con el vocalista masculino)
7. Tears on My Pillow (Versión acapella)
8. I Should Be So Lucky (Extended Mix)
9. I Miss You
10. Nothing To Lose/Blame It on The Boogie/ABC
11. Tell Tale Signs
12. Je Ne Sais Pas Pourquoi
13. Never Too Late
14. Wouldn't Change a Thing
15. Look My Way / Chick On The Side
16. Dance To The Music (Presentación de la banda y los bailarines)
17. Better The Devil You Know (Solo en algunos shows)
18. Enjoy Yourself

## Fechas del Tour
| Fecha                | Ciudad      | País        | Lugar                                     |
| -------------------- | ----------- | ----------- | ----------------------------------------- |
| Australia            |             |             |                                           |
| 3 de febrero de 1990 | Brisbane    | Australia   | Brisbane Entertainment Centre             |
| 5 de febrero de 1990 | Sídney      | Australia   | Sidney Entertainment Centre               |
| 9 de febrero de 1990 | Melbourne   | Australia   | Rod Laver Arena                           |
| Europa               |             |             |                                           |
| 17 de abril de 1990  | Birmingham  | Reino Unido | NEC Arena                                 |
| 18 de abril de 1990  | Birmingham  | Reino Unido | NEC Arena                                 |
| 19 de abril de 1990  | Birmingham  | Reino Unido | NEC Arena                                 |
| 21 de abril de 1990  | Londres     | Reino Unido | Docklands Arena                           |
| 22 de abril de 1990  | Londres     | Reino Unido | Docklands Arena                           |
| 23 de abril de 1990  | Londres     | Reino Unido | Docklands Arena                           |
| 25 de abril de 1990  | Belfast     | Irlanda     | King's Hall                               |
| 27 de abril de 1990  | Dublín      | Irlanda     | RDS Simmonscourt                          |
| 28 de abril de 1990  | Dublín      | Irlanda     | RDS Simmonscourt                          |
| 29 de abril de 1990  | Dublín      | Irlanda     | RDS Simmonscourt                          |
| 2 de mayo de 1990    | Whitley Bay | Reino Unido | Whitley Bay Ice Rink                      |
| 8 de mayo de 1990    | París       | Francia     | La Cigale                                 |
| 10 de mayo de 1990   | Colonia     | Alemania    | Sporthalle Köln                           |
| 11 de mayo de 1990   | Hamburgo    | Alemania    | Alsterdorfer Sporthalle                   |
| 12 de mayo de 1990   | Bruselas    | Bélgica     | Forest National                           |
| 14 de mayo de 1990   | Glasgow     | Reino Unido | Scottish Exhibition and Conference Centre |
| 15 de mayo de 1990   | Aberdeen    | Reino Unido | AECC Arena                                |
| 17 de mayo de 1990   | Birmingham  | Reino Unido | NEC Arena                                 |
| 18 de mayo de 1990   | Londres     | Reino Unido | Wembley Arena                             |
| Asia                 |             |             |                                           |
| 24 de mayo de 1990   | Kowloon     | Hong Kong   | Hong Kong Coliseum                        |
| 26 de mayo de 1990   | Bangkok     | Tailandia   | Thailand Cultural Centre                  |

## Créditos
- Producción/Concepto. Kylie Minogue
- Director musical/Teclados. Adrian Scott
- Batería. John Creech
- Teclados/Trompeta. Mal Stainton
- Bajo. James Freud
- Guitarra. James Jardine
- Coristas. Nicki Nichols, Jamie O'Neil, Lisa Edwards
- Vocalistas Invitados. Ten Wedge, Pat Powell, Mike Scott
- Coreógrafo/bailarín. Venol John
- Bailarines. Richard Allen, Simone Kaye, Cosima Dusting
- Administrador. Terry Blamey
- Tour Manager. Nick Pitts
- Manager de producción. Alan Hornall
- Jefe del equipo. Peter Mczee
- Asistente personal de Kylie. Yvonne Savage
- Vestuario. Carol Minogue

- Datos: Q989769